# Renzo Tombolato
Renzo Tombolato (Cittadella, 4 novembre 1955) è un ex cestista italiano.

## Palmarès
- Campionato italiano: 2

Pall. Cantù: 1974-75, 1980-81
- Coppa Korać: 3

Pall. Cantù: 1973, 1973-74, 1974-75
- Coppa dei Campioni: 1

Virtus Roma: 1983-84
- Coppa Intercontinentale: 2

Pall. Cantù: 1975
Virtus Roma: 1984
- Coppa delle Coppe: 4 (record condiviso con Renzo Bariviera, Umberto Cappelletti, Pierluigi Marzorati)

Pall. Cantù: 1976-77, 1977-78, 1978-79, 1980-81